# Cigno (costellazione)
Il Cigno (in latino Cygnus) è una importante costellazione settentrionale. È una delle 48 costellazioni elencate da Tolomeo ed è anche una delle 88 moderne costellazioni. La figura dell'uccello si estende lungo la Via Lattea estiva ed è rappresentata in volo verso sud.
Le sue stelle più brillanti sono facilmente visibili ad occhio nudo anche dai centri urbani e costituiscono l'asterismo noto come Croce del Nord, simbolico opposto (di dimensione maggiore ma meno luminoso) della costellazione australe della Croce del Sud.
Grazie alla presenza della Via Lattea, la costellazione contiene numerosi oggetti non stellari intragalattici, quali ammassi stellari e nebulose diffuse, oltre ai più ricchi campi stellari dell'intero emisfero celeste boreale.

## Caratteristiche

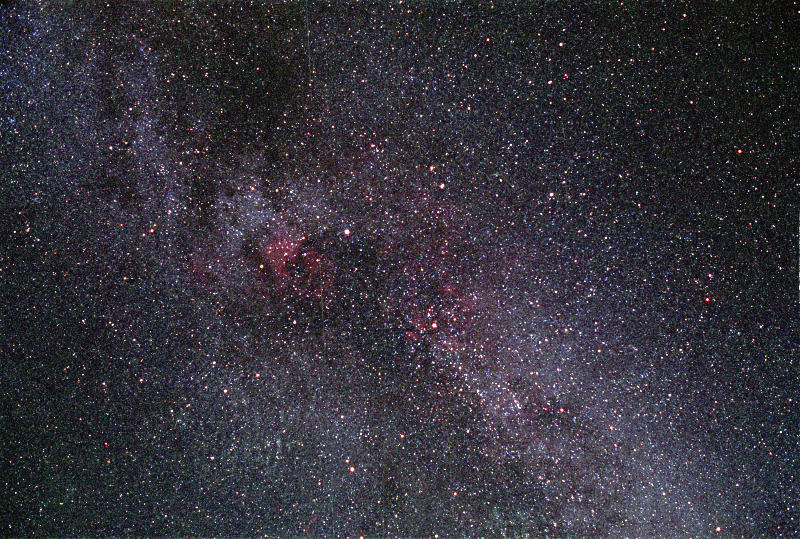
Costellazione del Cigno (coda al centro, capo in basso a destra)

Quella del Cigno è una costellazione brillante e di grandi dimensioni, caratteristica e dominante nei cieli notturni dell'estate boreale; si tratta di una delle figure più tipiche dell'emisfero nord, disposta lungo la Via Lattea in un suo tratto molto ricco e in cui questa appare divisa in due in senso longitudinale da una serie di nebulose oscure nota come Fenditura del Cigno. La forma della costellazione, ben riconoscibile nei cieli da giugno a novembre, ricorda una grande croce, con l'asse maggiore formato dalle stelle Deneb e Albireo, e l'asse minore formato da Gienah e Rukh; il punto di intersezione degli assi è invece rappresentato dalla stella Sadr. La stella più luminosa della costellazione, Deneb, costituisce il vertice superiore dell'asse maggiore della croce e forma anche uno dei vertici del famoso asterismo del Triangolo Estivo, facilmente utilizzabile nelle notti estive e autunnali per il riconoscimento di diverse costellazioni.
Alla costellazione del Cigno appartiene anche la vasta area di cielo priva di stelle luminose visibile a nordest di Deneb, in direzione di Cassiopea e di Cefeo; data la presenza del piano della Via Lattea, questa zona appare comunque ricca di deboli stelle di fondo, nonché di ammassi stellari e deboli nebulose diffuse.
La parte settentrionale del Cigno si presenta circumpolare a nord del 35º parallelo nord, mentre Deneb non tramonta mai oltre i 44°N; la costellazione pertanto è una delle dominanti in assoluto per gli osservatori dall'emisfero nord. Dall'emisfero sud invece resta molto bassa sull'orizzonte settentrionale, mostrandosi completamente solo nella fascia più calda della zona temperata.
La parte centrale della costellazione possiede uno dei campi stellari più ricchi della Via Lattea, in cui abbondano associazioni di stelle e sul cui sfondo si staglia una vasta nebulosità, distante alcune migliaia di anni luce, ben visibile nelle immagini sensibili al vicino infrarosso.

### Stelle principali
- Deneb, α Cygni, è una stella di prima grandezza, nonostante la sua notevole distanza (stimata in circa 1.800 anni luce). Si tratta quindi di una stella intrinsecamente molto brillante, circa 60.000 volte più luminosa del Sole. Se fosse posta alla stessa distanza di Sirio, la stella più luminosa del cielo, brillerebbe quasi quanto la Luna. Questa supergigante blu forma la coda del cigno, la parte più settentrionale della Croce del Nord, e uno dei vertici del cosiddetto Triangolo Estivo.
- Sadr, γ Cygni, è una stella gialla di magnitudine apparente 2,23; nei suoi dintorni è presente un vastissimo complesso di nebulose, mentre a sud di questa stella si estende un ricco campo stellare della Via Lattea.
- Gienah, ε Cygni, una stella arancione di magnitudine apparente 2,48 che forma l'ala orientale del Cigno.
- Rukh, δ Cygni, di magnitudine apparente 3,01, una stella tripla di colore azzurro, l'ala occidentale del Cigno; la sua magnitudine complessiva apparente è 2,86.
- Albireo, β Cygni, è il becco del cigno. È una delle stelle doppie più belle del cielo, una stella giallo dorato facilmente separabile dalla sua compagna blu con un piccolo telescopio.

Tra le altre stelle, appare interessante 61 Cygni. È una delle stelle più vicine a noi, distante solo 11,4 anni luce. Mostra uno dei moti propri più alti, ed è stata una delle prime stelle di cui si riuscì a misurare la distanza.
La stella 16 Cygni B ha un sistema planetario con un pianeta confermato, con una massa di 1,5 volte quella di Giove.
Nei confini del Cigno si trova anche la sorgente a raggi X Cygnus X-1, che è considerato uno dei migliori candidati buchi neri.

### Stelle doppie

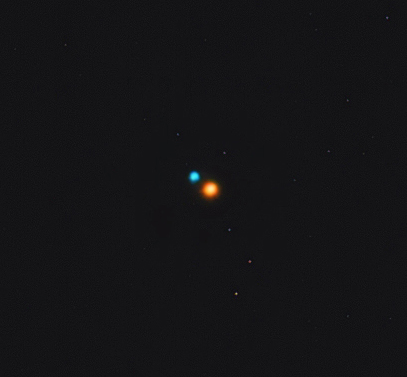
La bella coppia di Albireo ripresa dal telescopio dell'Osservatorio di Monte Wilson.

La costellazione abbonda di stelle doppie, alcune delle quali sono estremamente celebri e semplici da risolvere.
- Albireo è una delle coppie più famose del cielo, risolvibile anche con un binocolo di media potenza: il contrasto di colori è molto ben evidente con un piccolo telescopio amatoriale; la primaria, giallo-arancione, è di magnitudine 3,1, mentre la compagna è una stellina dal colore marcatamente azzurro di magnitudine 5,1. La separazione è di 35".
- 16 Cygni è una stella gialla situata poco a sudovest di ι Cygni; è formata da due componenti dello stesso colore di magnitudine 5,96 e 6,20 separate da 37", dunque ben apprezzabili anche con strumenti di bassa potenza.
- 17 Cygni è invece formata da due stelle di quinta e nona grandezza, ma la loro separazione, di 26", ne facilita la risoluzione.
- 61 Cygni è formata da due stelle di colore arancione; le rispettive magnitudini sono 5,21 e 6,03, mentre la separazione è di circa 29", dunque risolvibile anche con piccoli strumenti.
- Una coppia molto larga, anche se non fisica, è composta dalle stelle 30 e 31 Cygni, la prima azzurrognola e la seconda gialla, ben risolvibile con un binocolo; con un piccolo telescopio si può notare che la 31 Cygni ha a sua volta una piccola compagna blu, HD 192579, situata a circa 100'; anch'essa forma una doppia ottica con 31 Cygni, essendo questa molto più vicina a noi.

| Principali stelle doppie |                                          |                                          |             |             |                                 |          |
| Nome                     | Coordinate equatoriali all'epoca J2000.0 | Coordinate equatoriali all'epoca J2000.0 | Magnitudine | Magnitudine | Separazione (in secondi d'arco) | Colore   |
| Nome                     | AR                                       | Dec                                      | A           | B           | Separazione (in secondi d'arco) | Colore   |
| HD 179957                | 19h 12m 04,7s                            | +49° 51′ 14″                             | 6,57        | 6,65        | 8,1                             | g + g    |
| Albireo                  | 19h 30m 43,3s                            | +27° 57′ 34″                             | 3,08        | 5,11        | 34,7                            | ar + azz |
| 16 Cygni                 | 19h 41m 48,9s                            | +50° 31′ 30″                             | 5,96        | 6,20        | 39,2                            | g + g    |
| HD 186901                | 19h 45m 39,6s                            | +36° 05′ 27″                             | 6,43        | 7,16        | 14,8                            | b + b    |
| 17 Cygni                 | 19h 46m 25,6s                            | +33° 43′ 39″                             | 4,99        | 9           | 26,0                            | azz + ar |
| 31-30 Cygni              | 20h 13m :                                | +46° 44′ :                               | 3,77        | 4,83        | 337                             | b + g    |
| 31 Cygni                 | 20h 13m 37,9s                            | +46° 44′ 29″                             | 3,79        | 7,00        | 107                             | ar + b   |
| 61 Cygni                 | 21h 06m 54,6s                            | +38° 44′ 45″                             | 5,21        | 6,03        | 28,7                            | ar + ar  |

### Stelle variabili
Numerosissime sono le stelle variabili osservabili in questa costellazione; qua sono riportate solo quelle con una magnitudine massima più brillante di 8,0.
La χ Cygni è una variabile mireide, dunque caratterizzata da ampissime escursioni di luminosità; quando è al massimo è ben visibile anche ad occhio nudo come una stella rossa di terza magnitudine, mentre quando è al minimo appare di quattordicesima grandezza e può essere individuata, per altro con estrema difficoltà, solo con un potente telescopio. Il suo ciclo è di 408 giorni.
Fra le variabili a eclisse spicca 31 Cygni, formata da una gigante rosso-arancione e da una stella azzurra, che si eclissano a vicenda ogni 10 anni. Anche la 32 Cygni è una binaria a eclisse, ma col periodo di 3,15 anni, con eclissi della durata di un mese.
SS Cygni è invece il prototipo, assieme alla U Geminorum, di una classe di variabili chiamate variabili U Geminorum, un tipo di nova nana. A tal proposito va ricordato che nella costellazione del Cigno sono apparse un gran numero di novae.
| Principali stelle variabili |                                          |                                          |             |             |                  |                        |
| Nome                        | Coordinate equatoriali all'epoca J2000.0 | Coordinate equatoriali all'epoca J2000.0 | Magnitudine | Magnitudine | Periodo (giorni) | Tipo                   |
| Nome                        | AR                                       | Dec                                      | Max.        | Min.        | Periodo (giorni) | Tipo                   |
| R Cygni                     | 19h 36m 49s                              | +50° 11′ 59″                             | 6,1         | 14,4        | 426,45           | Mireide                |
| U Cygni                     | 20h 19m 37s                              | +47° 53′ 39″                             | 5,9         | 12,1        | 463,24           | Mireide                |
| V Cygni                     | 20h 41m 18s                              | +48° 08′ 29″                             | 7,7         | 13,9        | 421,27           | Mireide                |
| W Cygni                     | 21h 13m 03s                              | +45° 22′ 29″                             | 6,8         | 8,9         | 131,1            | Semiregolare pulsante  |
| X Cygni                     | 20h 43m 24s                              | +35° 35′ 16″                             | 5,85        | 6,91        | 16,3863          | Cefeide                |
| RS Cygni                    | 20h 13m 24s                              | +38° 43′ 44″                             | 6,5         | 9,5         | 417,39           | Semiregolare           |
| RT Cygni                    | 19h 43m 38s                              | +48° 46′ 41″                             | 6,0         | 13,1        | 190,28           | Mireide                |
| SS Cygni                    | 21h 42m 43s                              | +43° 35′ 10″                             | 7,7         | 12,4        | 426,45           | Nova nana              |
| SU Cygni                    | 19h 44m 49s                              | +29° 15′ 53″                             | 6,44        | 7,22        | 3,8455           | Cefeide                |
| AF Cygni                    | 19h 30m 13s                              | +46° 08′ 52″                             | 7,4         | 9,4         | 92,5             | Semiregolare           |
| CH Cygni                    | 19h 30m 43s                              | +50° 14′ 29″                             | 5,60        | 8,49        | -                | Z Andromedae           |
| CN Cygni                    | 20h 17m 54s                              | +59° 47′ 34″                             | 7,3         | 15,0        | 198,53           | Mireide                |
| DT Cygni                    | 21h 06m 30s                              | +31° 11′ 04″                             | 5,57        | 5,96        | 2,4992           | Cefeide                |
| V449 Cygni                  | 19h 53m 21s                              | +33° 57′ 01″                             | 7,4         | 9,07        | -                | Irregolare             |
| V460 Cygni                  | 21h 42m 01s                              | +35° 30′ 36″                             | 5,57        | 7,0         | 180:             | Semiregolare           |
| V1070 Cygni                 | 21h 22m 49s                              | +40° 55′ 57″                             | 6,5         | 8,5         | 73,5             | Semiregolare           |
| V1264 Cygni                 | 19h 34m 44s                              | +43° 56′ 45″                             | 6,48        | 6,67        | 1,8453           | α2 CVn                 |
| V1339 Cygni                 | 21h 42m 08s                              | +45° 45′ 57″                             | 5,9         | 7,1         | 35:              | Semiregolare           |
| V1981 Cygni                 | 21h 02m 24s                              | +44° 47′ 28″                             | 7,5         | 8,1         | -                | Semiregolare           |
| Deneb                       | 20h 41m 26s                              | +45° 16′ 49″                             | 1,21        | 1,29        | 60:              | Pulsante (Prot. α Cyg) |
| υ Cygni                     | 21h 17m 55s                              | +34° 53′ 48″                             | 4,28        | 4,50        | -                | Gamma Cassiopeiae      |
| χ Cygni                     | 19h 50m 34s                              | +32° 54′ 50″                             | 3,3         | 14,2        | 408,05           | Mireide                |
| ρ Cygni                     | 21h 33m 59s                              | +45° 35′ 31″                             | 3,00        | 6,00        | -                | Irregolare             |
| 31 Cygni                    | 20h 13m 38s                              | +46° 44′ 29″                             | 3,73        | 3,89        | 3784,3           | Eclisse                |
| 55 Cygni                    | 20h 48m 56s                              | +46° 06′ 51″                             | 4,81        | 4,87        | -                | Pulsante               |

## Oggetti del profondo cielo

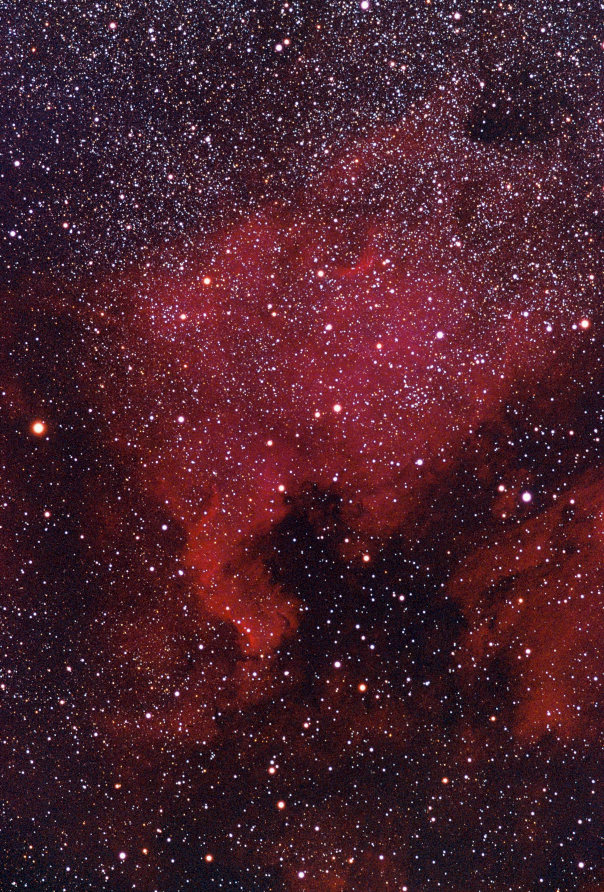
La Nebulosa Nord America e la Nebulosa Pellicano.

La Via Lattea percorre per intero la costellazione del Cigno; tra le stelle Deneb e γ Cygni questa è oscurata da un complesso sistema di nubi, il quale poi percorre la Via Lattea verso sud dividendola in due parti nei pressi dell'equatore galattico; questa "spaccatura" viene chiamata Fenditura del Cigno. Nel Cigno quindi sono visibili molti ammassi aperti e nebulose.
Tra i primi, due furono osservati dal Messier; il primo è M29, il più piccolo, visibile 1,5 gradi a sud di γ Cygni sul bordo di un ricco campo stellare; le sue ridotte dimensioni lo rendono un oggetto quasi al limite per un binocolo di medie dimensioni. Il secondo è M39, visibile a nord-est di Deneb in una regione meno ricca di stelle luminose; a differenza del precedente, quest'ammasso è al limite della visibilità ad occhio nudo e si risolve con facilità anche con un binocolo. Verso nordovest, attorno alla stella δ Cygni, si osservano due ammassi piuttosto appariscenti, NGC 6811 e NGC 6866, risolvibili con facilità anche tramite piccoli telescopi. Altri ammassi importanti sono NGC 6871, a sud di γ Cygni, NGC 6819, piccolo ma molto concentrato e visibile a sud di δ Cygni, e l'ammasso racchiuso nella nube IC 5146, nota come Nebulosa Bozzolo a causa della presenza di una nebulosa oscura. Vale la pena di esplorare i ricchi campi stellari a sud di γ Cygni, per la presenza di innumerevoli piccoli ammassi e campi stellari fra i più ricchi della volta celeste.
Nella parte nordoccidentale della costellazione, sul bordo della Via Lattea, si trova NGC 6826, una brillante nebulosa planetaria facilmente osservabile con strumenti da 150mm di diametro; è talvolta soprannominata Nebulosa Occhiolino a causa dell'apparente "lampeggiamento" che può mostrare in alcuni casi, fenomeno in realtà puramente soggettivo.
Tra le nebulose diffuse spicca NGC 7000, la Nebulosa Nord America, che si trova poco a est di Deneb. La sua somiglianza con il continente nordamericano si nota più sulle fotografie che nell'osservazione visuale, che è estremamente difficile. Per poterla osservare visualmente è necessario un cielo buio d'alta montagna e un buon binocolo. Viste particolarmente acute unite ad un cielo assolutamente non toccato dall'inquinamento luminoso possono scorgerla anche ad occhio nudo. La Nebulosa Velo è un altro oggetto straordinario, ma poco visibile, sul confine con la Volpetta: si tratta di un resto di supernova i cui tenui filamenti si apprezzano meglio nelle fotografie. Al di là della Fenditura del Cigno, a una distanza di 5500 anni luce da noi, si trova una delle strutture nebulose più estese e massicce della Via Lattea, dominato dal sistema nebuloso di Sharpless 106 e dalla forte radiosorgente Cygnus X; la sua luce nella nostra linea di vista è fortemente oscurata, infatti se fosse chiaramente visibile sarebbe l'area più ricca di nebulose e una delle più intensamente popolate da stelle brillanti della volta celeste.
Tra gli oggetti al di fuori della Via Lattea, va citata la ben nota NGC 6946, una grande galassia spirale barrata piuttosto vicina al nostro Gruppo Locale posta sul confine con Cefeo.
| Principali oggetti non stellari |                                          |                                          |                     |             |                                        |                       |
| Nome                            | Coordinate equatoriali all'epoca J2000.0 | Coordinate equatoriali all'epoca J2000.0 | Tipo                | Magnitudine | Dimensioni apparenti (in primi d'arco) | Nome proprio          |
| Nome                            | AR                                       | Dec                                      | Tipo                | Magnitudine | Dimensioni apparenti (in primi d'arco) | Nome proprio          |
| NGC 6801                        | 19h 27m 35.8s                            | +54° 22′ 22″                             | Galassia            | 14,62       | 1,3 x 0,7                              |                       |
| NGC 6811                        | 19h 37m 17s                              | +46° 23′ 18″                             | Ammasso aperto      | 6,8         | 13                                     |                       |
| NGC 6819                        | 19h 41m 18s                              | +40° 11′ 12″                             | Ammasso aperto      | 7,3         | 5                                      |                       |
| NGC 6826                        | 19h 44m 48s                              | +50° 31′ 30″                             | Nebulosa planetaria | 8,8         | 0,5 x 0,4                              | Nebulosa Occhiolino   |
| NGC 6866                        | 20h 03m 55s                              | +44° 09′ 30″                             | Ammasso aperto      | 7,6         | 6                                      |                       |
| NGC 6871                        | 20h 06m :                                | +35° 47′ :                               | Ammasso aperto      | 5,2         | 30                                     |                       |
| NGC 6888                        | 20h 12m 06s                              | +38° 21′ 18″                             | Resto di supernova  | 10          | 20 x 10                                | Nebulosa Crescente    |
| IC 1318                         | 20h 22m :                                | +40° 15′ :                               | Nebulosa diffusa    | -           | 110 x 60                               |                       |
| M29                             | 20h 23m 56s                              | +38° 31′ 24″                             | Ammasso aperto      | 7,1         | 7,0                                    |                       |
| NGC 6946                        | 20h 34m 52s                              | +60° 09′ 18″                             | Galassia            | 8,9         | 11 x 10                                |                       |
| NGC 6960/92/95                  | 20h 57m :                                | +31° 00′ :                               | Resto di supernova  | 7,0         | 180                                    | Nebulosa Velo         |
| IC 5070                         | 20h 50m :                                | +44° 20′ :                               | Nebulosa diffusa    | 8,0         | 60 x 50                                | Nebulosa Pellicano    |
| NGC 7000                        | 20h 59m :                                | +44° 31′ :                               | Nebulosa diffusa    | 7:          | 30                                     | Nebulosa Nord America |
| NGC 7063                        | 21h 24m :                                | +36° 29′ :                               | Ammasso aperto      | 7,0         | 7                                      |                       |
| M39                             | 21h 32m :                                | +48° 26′ :                               | Ammasso aperto      | 4,6         | 32                                     |                       |
| IC 5146                         | 21h 53m :                                | +47° 16′ :                               | Nebulosa + Ammasso  | 10:         | 30                                     | Nebulosa Bozzolo      |

## Sistemi planetari
Alcune stelle della costellazione possiedono un sistema planetario conosciuto; il più famoso è quello di Gliese 777, una nana rossa posta a breve distanza dal Sole, nota per avere un sistema con due pianeti conosciuti, uno con una massa pari a 1,5 quella di Giove, un gigante gassoso, e uno con una superficie solida (un pianeta roccioso) ma con una massa superiore a quella della Terra. Anche il sistema di 16 Cygni è ben noto, poiché è stato uno dei primi ad essere scoperti; la stella possiede un pianeta con una massa leggermente superiore a quella di Giove, che ruota attorno alla stella madre con un'orbita fortemente eccentrica. Verso la fine degli anni 2000 sono stati scoperti, con im metodo del transito, parecchi pianeti dalla Missione Kepler; il raggio d'azione del telescopio spaziale è infatti nella direzione del Cigno (e della Lira). Un pianeta recentemente divenuto tra i più noti è Kepler-22 b, una super Terra che orbita attorno a una nana gialla simile al Sole, perfettamente all'interno della zona abitabile della propria stella. Sempre nell'ambito della missione Kepler, nella costellazione del Cigno è stato anche scoperto il primo pianeta circumbinario attorno a stelle di sequenza principale, Kepler-16 (AB)b, che orbita anch'esso all'interno della zona abitabile della stella binaria Kepler-16. Kepler ha individuato anche sistemi con parecchi pianeti al seguito, come Kepler-11, che ha ben 6 pianeti che le orbitano attorno. Infine, nel 2020 ha scoperto Kepler-1649 c, il terzo pianeta più simile alla Terra mai scoperto, con un'ESI del 92%.
| Sistemi planetari |                                          |                                          |             |                           |                              |
| Nome del sistema  | Coordinate equatoriali all'epoca J2000.0 | Coordinate equatoriali all'epoca J2000.0 | Magnitudine | Tipo di stella            | Numero di pianeti confermati |
| Nome del sistema  | AR                                       | Dec                                      | Magnitudine | Tipo di stella            | Numero di pianeti confermati |
| Kepler-1649       | 19h 30m 00s                              | +41° 49′ 49″                             | 25          | Nana rossa                | 2 (c)                        |
| Kepler-16         | 19h 37m 12s                              | +28° 30′ 00″                             | 6,67        | Nana arancione+Nana rossa | 1 (b)                        |
| HAT-P-7           | 19h 28m 59s                              | +47° 58′ 10″                             | 10,05       | Nana gialla               | 1 (b)                        |
| HD 185269         | 19h 37m 12s                              | +28° 30′ 00″                             | 6,67        | Subgigante gialla         | 1 (b)                        |
| 16 Cygni          | 19h 41m 52s                              | +50° 31′ 05″                             | 6,25        | Nana gialla               | 1 (b)                        |
| HD 187123         | 19h 46m 58s                              | +34° 25′ 10″                             | 7,86        | Nana gialla               | 2 (b - c)                    |
| Kepler-6          | 19h 47m 21s                              | +48° 14′ 24″                             | 13,8        | Nana gialla               | 1 (b)                        |
| HAT-P-11          | 19h 50m 50s                              | +48° 04′ 51″                             | 9,59        | Nana arancione            | 1 (b)                        |
| Kepler-5          | 19h 57m 38s                              | +50° 02′ 06″                             | 13,9        | Nana gialla               | 1 (b)                        |
| Gliese 777        | 20h 03m 37s                              | +29° 53′ 53″                             | 5,73        | Subgigante gialla         | 2 (b - c)                    |
| Kepler 1662       | 19h 17m 22s                              | +46° 59′ 17.64″                          | 12,65       | Nana gialla               | 2 (b - c)                    |
| Wolf 1069         | 20h 26m 02s                              | +58° 34′ 23″                             | 14,3        | Nana rossa                | 1 (b)                        |

## Mitologia

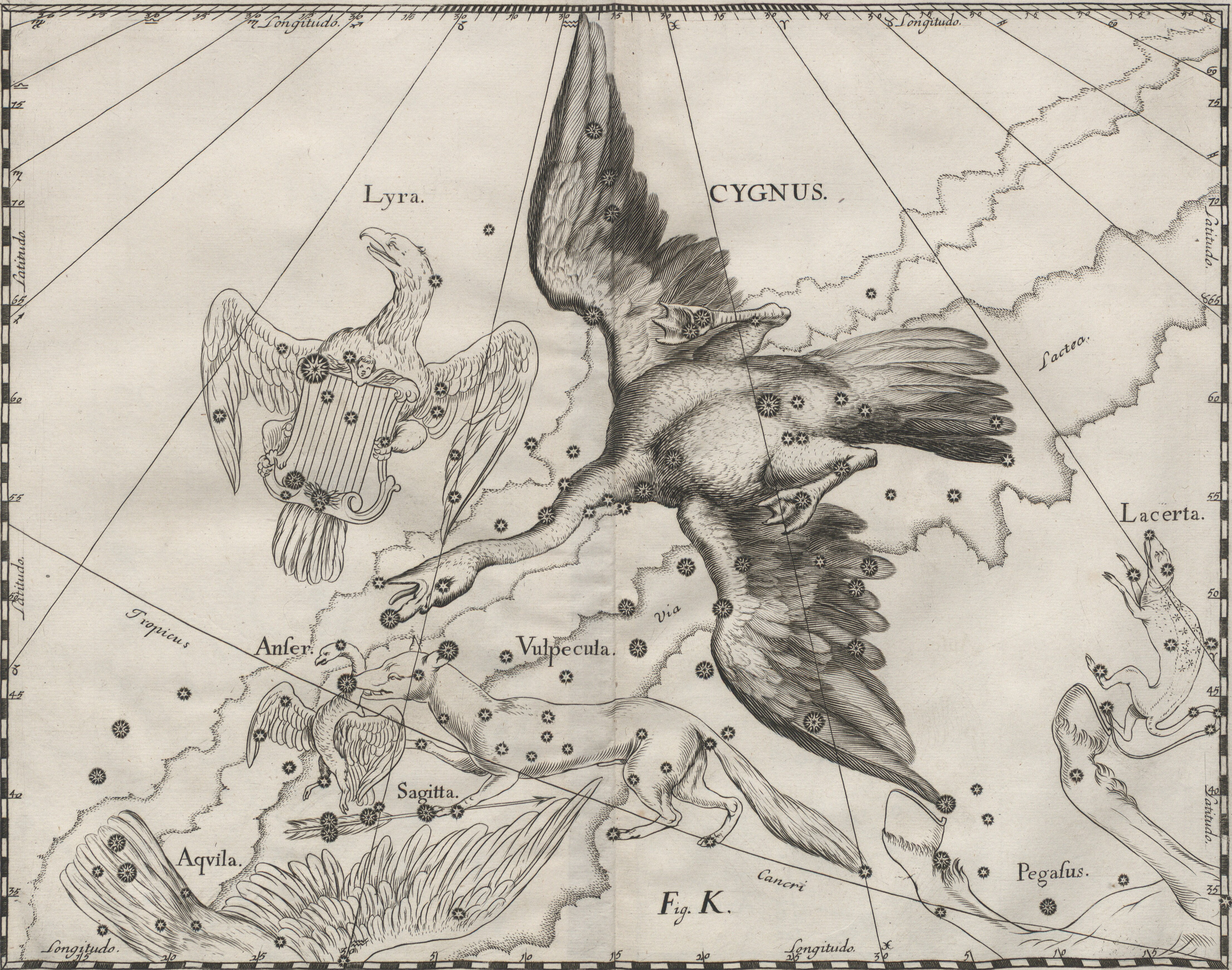
Il Cigno che vola lungo la Via Lattea in una carta di Johannes Evelius, 1690

La costellazione del Cigno prende spunto da vari personaggi della mitologia greca di nome Cicno - ad esempio Cicno figlio di Poseidone - trasformati in cigno.
Una denominazione diffusa del Cigno è quella di Croce del Nord, e in effetti la sua forma è molto più larga e distinta di quella della famosa Croce del Sud. Nella sua foggia a croce i Greci vedevano il lungo collo, le ali spiegate e la coda mozza di un cigno che volava lungo la Via Lattea in cui è incastrato. I mitografi ci dicono che il cigno è una mimetizzazione di Zeus che si reca da una delle sue innumerevoli amanti, Leda, madre di Elena e dei Dioscuri.
Un'altra versione del racconto che risale a Eratostene dice che Zeus un giorno s'invaghì della ninfa Nemesi che abitava a Ramno, a nord est di Atene. Per sfuggire alle avance sgradite del dio assunse le forme di vari animali, dapprima tuffandosi in un fiume, poi scappando per terra, e infine volando via sotto forma di oca. Senza arrendersi, Zeus la inseguì nonostante tutte le trasformazioni, ogni volta trasformandosi in un animale più grande e più veloce, finché non si tramutò in cigno e con quelle fattezze l'acchiappò e la violentò. Igino racconta una storia simile, ma non cita le metamorfosi di Nemesi. Dice, invece, che Zeus finse di essere un cigno che stava sfuggendo a un'aquila e che Nemesi gli offrì rifugio. Solo dopo essersi addormentata con il cigno in grembo si rese conto dell'errore compiuto.
In entrambe le versioni il risultato fu che Nemesi fece un uovo che fu poi donato alla Regina di Sparta, Leda, alcuni dicono da Ermes e altri da un pastore che trovò l'uovo in un bosco. Dall'uovo uscì la bella Elena (che doveva diventare poi famosa come Elena di Troia).
Una versione più semplice recita che Zeus, trasformato in cigno sedusse Leda sulle sponde del fiume Euroto; con in mente questa storia, Germanico Cesare si riferisce al cigno come a «l'adultero alato». Leda era la moglie del Re Tindaro di Sparta, e questo fatto complicò ulteriormente le cose perché quella stessa notte la donna giacque anche con il marito.
Secondo una delle interpretazioni, Leda procreò un solo uovo da cui uscirono i gemelli Castore e Polluce e anche Elena. Il guscio di quest'uovo fu, nella leggenda, esposto in un tempio di Sparta, legato a nastri che pendevano dal tetto. Un racconto contrastante dice che Leda fece due uova, da uno vennero fuori Castore e Polluce e dall'altro Elena e sua sorella Clitennestra. Ad aumentare la confusione si deve aggiungere che Polluce ed Elena erano notoriamente figli di Zeus, mentre Castore e Clitennestra avevano per padre Tindaro. Castore e Polluce sono commemorati nella costellazione dei Gemelli.
La stella più brillante del Cigno, Deneb, segna il punto della coda del cigno; il nome le viene da dhanab che in arabo significa «coda». I Greci non diedero un nome a questa stella ben visibile. Deneb infatti è una stella supergigante molto brillante, quasi 2000 anni luce distante, la più lontana di tutte le stelle di I grandezza. Forma un angolo del cosiddetto Triangolo Estivo, triangolo completato da Vega nella costellazione della Lira e Altair in quella dell'Aquila.
Il becco del cigno è segnato da una stella che si chiama Albireo. Lo storico tedesco Paul Kunitzsch ne ha tracciato il percorso tortuoso seguito dal nome: iniziò con una traduzione in arabo della parola greca che stava per «uccello», ornis, il nome con il quale questa costellazione era nota sia ad Arato di Soli che a Tolomeo. Nel Medioevo questo nome arabo fu tradotto in latino, ma male, e divenne ab ireo, implicando che si credeva derivasse dal nome di una certa erba. Questa definizione fu a sua volta erroneamente ritenuta di provenienza araba e riscritta albireo. Ecco che il nome Albireo, sebbene possa sembrare arabo, non ha nessun significato.
In un recente studio la costellazione del Cigno è stata associata ad una reinterpretazione della leggendaria Visione di Costantino. Il lavoro suggerisce che la costellazione insieme ad un raro allineamento di pianeti associati alle maggiori divinità pagane ( Giove, Saturno, Marte e Venere) possa essere stato interpretato dall'imperatore come un messaggio divino, anche in relazione alla particolare attitudine che avevano gli antichi ad interpretare i quadri astrali, in particolare quando inusuali. Lo studio tende ad evidenziare inoltre come, questa interpretazione, possa essere stata adottata più volte nel corso dei secoli ed abbia lasciato intriganti indizi in vari campi come l'architettura, l'arte, la numismatica, l'iconografia astrale.
L'evocativa configurazione a croce latina dell'asterismo principale del Cigno, ha colpito anche l'immaginazione dei Cristiani che, sin dalle origini, vi scorsero la croce della passione di Gesù. Nel De cursu stellarum ratio (575) di Gregorio di Tours è identificata come la Croce Maggiore, Julius Schiller nel suo Coelum Stellatum Christianum (1627) la battezza Croce di Sant'Elena, per la tradizione contadina del primo Novecento è semplicemente la croce.